# Remya
Remya là một chi thực vật có hoa trong họ Cúc (Asteraceae).

## Loài
Chi Remya gồm các loài: